# Pierre Janssen
Pierre Jules César Janssen (ur. 22 lutego 1824 w Paryżu, zm. 23 grudnia 1907 w Meudon) – francuski astronom, który badał widmo słoneczne. W 1868 roku odkrył metodę obserwacji protuberancji słonecznych bez potrzeby oczekiwania na zaćmienie Słońca. Laureat Medalu Rumforda.

## Życiorys
Urodził się i wykształcił w Paryżu, gdzie zbudował obserwatorium astronomiczne na płaskim dachu swego domu. Założył obserwatorium na Mont Blanc w Alpach, a w 1876 w Meudon pod Paryżem. Wziął udział w wielu ekspedycjach naukowych do różnych części świata, m.in. do Peru i Japonii.
Podczas wojny francusko-pruskiej wyruszył do Algierii, by obserwować zaćmienie Słońca. Po skonstruowaniu specjalnego spektroskopu dowiódł, że ciemne pasma na widmie słonecznym można rozłożyć na linie (nazywał je tellurycznymi) i wykazywał, że zjawisko to jest pochodzenia ziemskiego. Doszedł do wniosku, że w atmosferze Marsa występuje para wodna. W 1876 odkrył w fotosferze Słońca granule. „Atlas de photographies solaires” (1904) zawiera fotografie Słońca wykonane przez Janssena od 1876.
Od 1875 był zagranicznym członkiem Royal Society.
Na jego cześć nazwano krater na Marsie i krater na Księżycu.